# Gäddtjärnen (Orsa socken, Dalarna, 680526-144265)
Gäddtjärnen är en sjö i Orsa kommun i Dalarna och ingår i Dalälvens huvudavrinningsområde.